# Saurikh
Saurikh är en ort i Indien.   Den ligger i distriktet Kannauj och delstaten Uttar Pradesh, i den centrala delen av landet, 290 km sydost om huvudstaden New Delhi. Saurikh ligger 150 meter över havet och antalet invånare är 12 055.
Terrängen runt Saurikh är mycket platt. Runt Saurikh är det tätbefolkat, med 530 invånare per kvadratkilometer. Närmaste större samhälle är Chhibrāmau, 13,2 km norr om Saurikh. Trakten runt Saurikh består till största delen av jordbruksmark.